# Alope (mitologia)
Alope (in greco antico: Ἀλόπη?, Alope) è un personaggio della mitologia greca, amante di Poseidone e figlia di Cercione. 

## Mitologia
Alope venne sedotta da Poseidone e senza che il padre lo venisse a sapere ebbe da lui un figlio. Per paura del genitore chiese alla nutrice di portare il pargolo con sé e di esporlo su una montagna.

### La contesa
Un primo pastore trovò il bambino mentre veniva allattato da una cavalla e lo prese con sé, poi vide il ricco panno dove era stato avvolto e questo attirò anche l'attenzione di molte altre persone. 

Un secondo pastore si prese il compito di allevare il bambino (chiamato Ippotoo), ma volle tenersi anche il panno così i due pastori iniziarono a litigare e per evitare ulteriori dissidi decisero di rivolgersi al loro re. 

Cercione volle vedere quel panno, riconoscendolo, infatti fu preso da uno degli abiti di sua figlia.

### La punizione
La nutrice coinvolta confessò tutto ed il re ordinò che sua figlia venisse murata viva e che il bambino fosse di nuovo esposto alle intemperie della montagna e dove ancora una volta la cavalla si prese cura di lui. 

Di nuovo il bambino trovato da un altro pastore che si prese cura di lui e lo crebbe.
Lei invece morì ma Poseidone ebbe pietà per il suo corpo lo trasformò in una sorgente che fu chiamata Alope.

## Significati e interpretazione
- Un probabile errore dei mitografi si riscontra nella vicenda del panno: mentre nel mito si racconta che esso proveniva dal vestito di Alope, si trattava forse in realtà di fasce nelle quali era intessuto l'emblema della famiglia[2].